# Автошлях Т 1312
Автошля́х Т 1310 — автомобільний шлях територіального значення в Луганській області. Проходить територією Сорокинського району, Свердловської, Ровеньківської та Антрацитівської міських рад через Сорокине — Комсомольський — Довжанськ — Шахтарське — Любимівка — Ровеньки — Картушине — Кам'яне — Антрацит. Загальна довжина — 62,3 км.

## Маршрут
Автошлях проходить через такі населені пункти:
| Автошлях Т 1310            |              |
| Луганська область          |              |
| Сорокинський район         |              |
| Краснодон                  | E40М04       |
| Свердловська міська рада   |              |
| Дубове                     |              |
| Довжанськ                  | Т 1305Т 1311 |
| Шахтарське                 |              |
| Ровеньківська міська рада  |              |
| Любимівка                  |              |
| Ровеньки                   | Т 1320       |
| Картушине                  |              |
| Лобівські Копальні         |              |
| Антрацитівська міська рада |              |
| Кам'яне                    |              |
| Антрацит                   | E50М03Т 1303 |